# New Germany
New Germany es una ciudad ubicada en el condado de Carver en el estado estadounidense de Minnesota. En el Censo de 2010 tenía una población de 372 habitantes y una densidad poblacional de 143,92 personas por km².

## Geografía
New Germany se encuentra ubicada en las coordenadas 44°53′14″N 93°58′20″O / 44.88722, -93.97222. Según la Oficina del Censo de los Estados Unidos, New Germany tiene una superficie total de 2.58 km², de la cual 2.58 km² corresponden a tierra firme y (0.1%) 0 km² es agua.

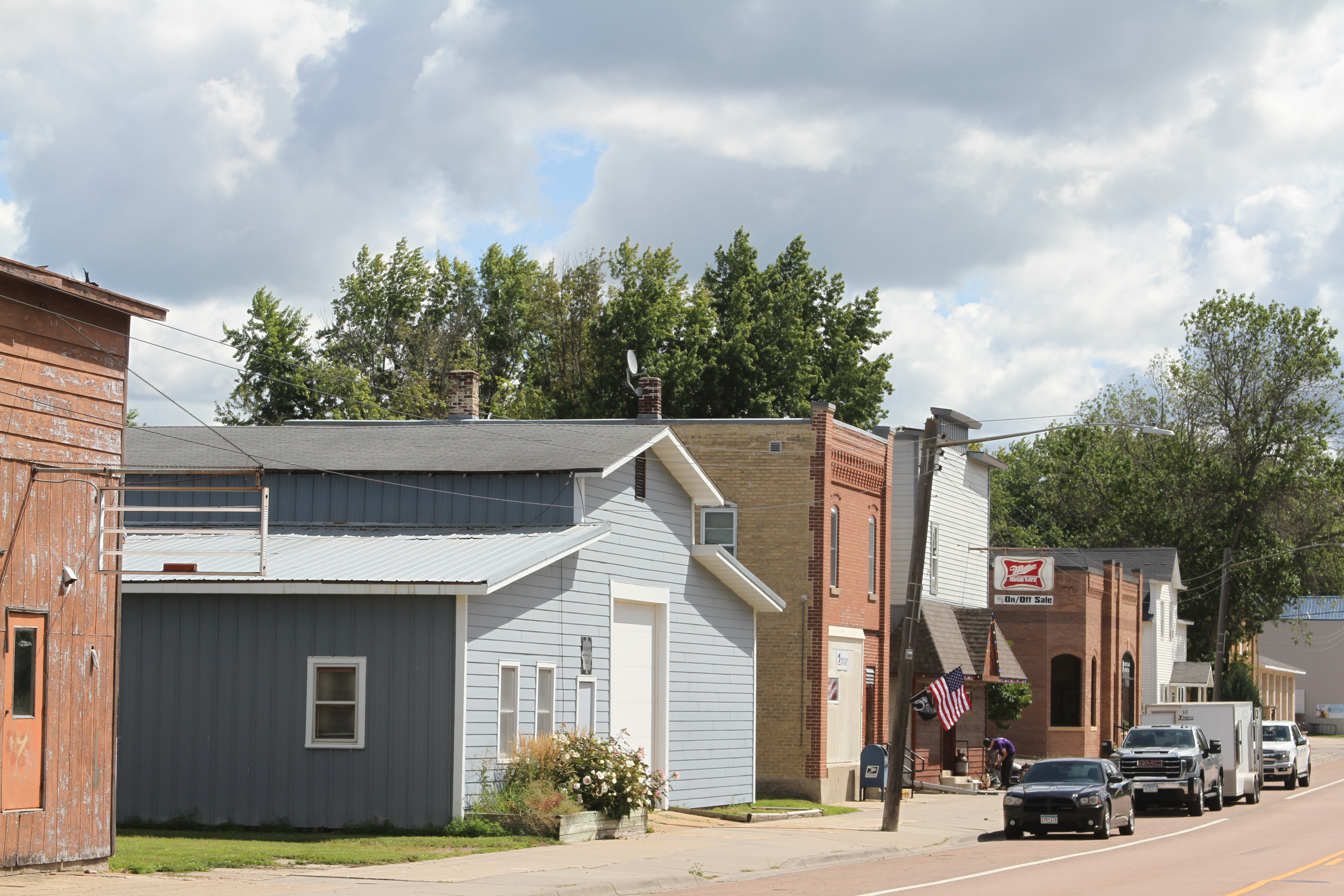
New Germany
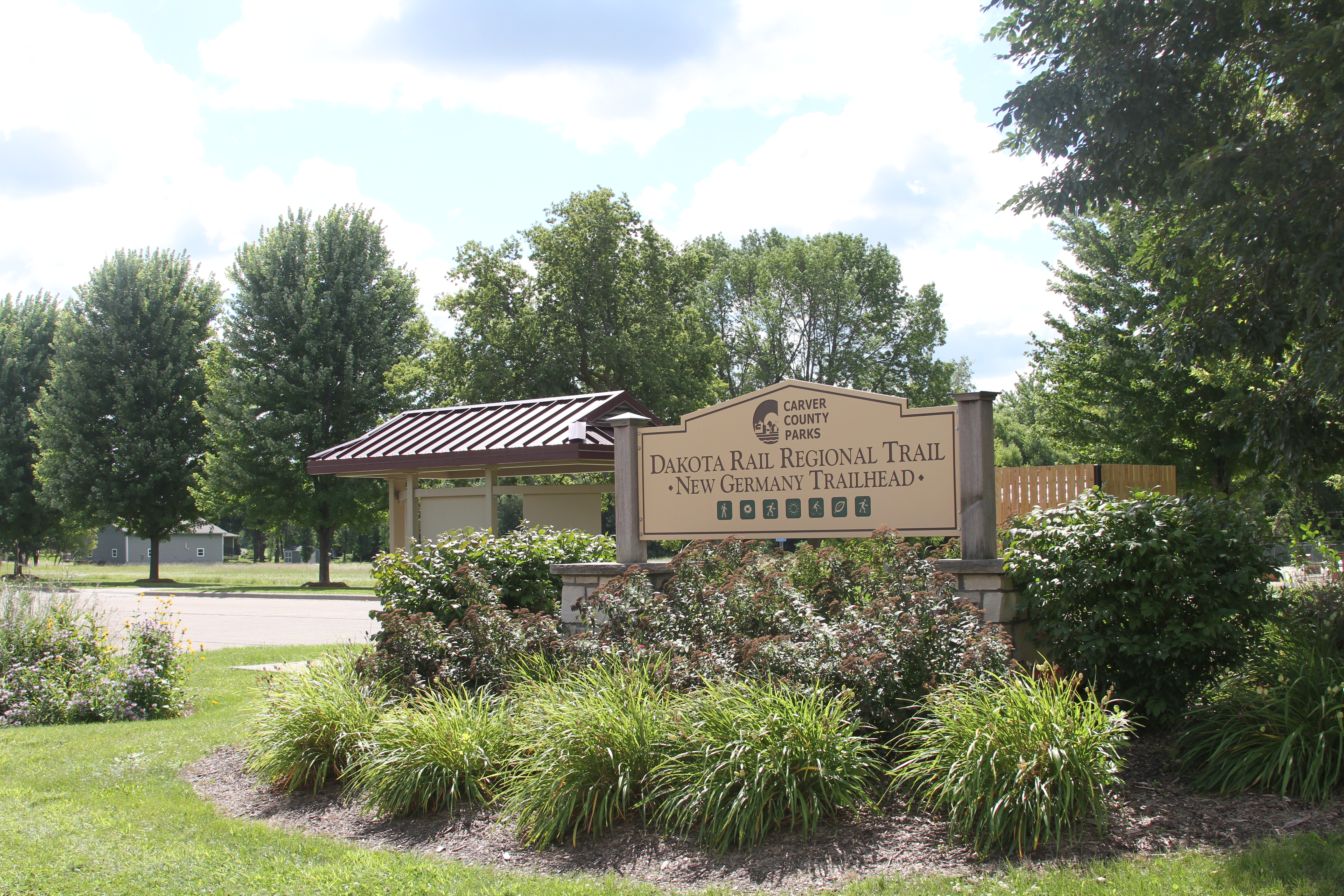
Dakota Rail Regional Trail

## Demografía
Según el censo de 2010, había 372 personas residiendo en New Germany. La densidad de población era de 143,92 hab./km². De los 372 habitantes, New Germany estaba compuesto por el 95.97% blancos, el 0% eran afroamericanos, el 0% eran amerindios, el 0.27% eran asiáticos, el 0% eran isleños del Pacífico, el 2.69% eran de otras razas y el 1.08% pertenecían a dos o más razas. Del total de la población el 7.26% eran hispanos o latinos de cualquier raza.